# Volley Treviso 2011-2012

## Risultati ottenuti

### In Italia
- Serie A1: perde al primo turno contro Casa Modena e l'Andreolli Latina
- Coppa Italia: perde in semifinale contro l'Itas Diatec Trentino

## Rosa
in corsivo i giocatori ceduti durante il campionato